# Gettysburg (Dakota Południowa)
Gettysburg – miasto w Stanach Zjednoczonych, w stanie Dakota Południowa, siedziba administracyjna hrabstwa Potter.